# Liste der Kulturdenkmale in Kiel
In der Liste der Kulturdenkmale in Kiel sind alle Kulturdenkmale der schleswig-holsteinischen Landeshauptstadt Kiel  aufgelistet (Stand: 10. März 2025).

Stadtteile von Kiel

Die Liste ist nach Stadtteilen gegliedert. Die Nummern entsprechen der abgebildeten Karte.

## Teillisten
- 1: Liste der Kulturdenkmale in Kiel-Altstadt  (Lage)
- 2: Liste der Kulturdenkmale in Kiel-Vorstadt (Lage)
- 3: Liste der Kulturdenkmale in Kiel-Exerzierplatz  (Lage)
- 4: Liste der Kulturdenkmale in Kiel-Damperhof (Lage)
- 5: Liste der Kulturdenkmale in Kiel-Brunswik (Lage)
- 6: Liste der Kulturdenkmale in Kiel-Düsternbrook (Lage)
- 7: Liste der Kulturdenkmale in Kiel-Blücherplatz (Lage)
- 8: Liste der Kulturdenkmale in Kiel-Wik (Lage)
- 9: Liste der Kulturdenkmale in Kiel-Ravensberg (Lage)
- 10: Liste der Kulturdenkmale in Kiel-Schreventeich (Lage)
- 11: Liste der Kulturdenkmale in Kiel-Südfriedhof (Lage)
- 12: Liste der Kulturdenkmale in Kiel-Gaarden-Ost (Lage)
- 13: Liste der Kulturdenkmale in Kiel-Gaarden-Süd und Kronsburg (Lage)
- 14: Liste der Kulturdenkmale in Kiel-Hassee (Lage)
- 15: Liste der Kulturdenkmale in Kiel-Hasseldieksdamm (Lage)
- 16: Liste der Kulturdenkmale in Kiel-Ellerbek (Lage)
- 17: Liste der Kulturdenkmale in Kiel-Wellingdorf (Lage)
- 18: Liste der Kulturdenkmale in Kiel-Holtenau (Lage)
- 19: Liste der Kulturdenkmale in Kiel-Pries (Lage)
- 20: Liste der Kulturdenkmale in Kiel-Friedrichsort (Lage)
- 21: Liste der Kulturdenkmale in Kiel-Neumühlen-Dietrichsdorf (Lage)
- 22: Liste der Kulturdenkmale in Kiel-Elmschenhagen (Lage)
- 23: Liste der Kulturdenkmale in Kiel-Suchsdorf (Lage)
- 24: Liste der Kulturdenkmale in Kiel-Schilksee (Lage)
- 25: Liste der Kulturdenkmale in Kiel-Mettenhof (Lage)
- 26: Liste der Kulturdenkmale in Kiel-Russee (Lage)
- 27: Liste der Kulturdenkmale in Kiel-Meimersdorf (Lage)
- 28: Liste der Kulturdenkmale in Kiel-Moorsee (Lage)
- 29: Liste der Kulturdenkmale in Kiel-Rönne (Lage)
- 30: Für den Stadtteil Wellsee sind keine Kulturdenkmale ausgewiesen.

## Quelle
- Liste der Kulturdenkmale in Schleswig-Holstein – Landeshauptstadt Kiel (PDF)

- Karte mit allen Koordinaten:
- OSM |
- WikiMap